# Боб-чорба

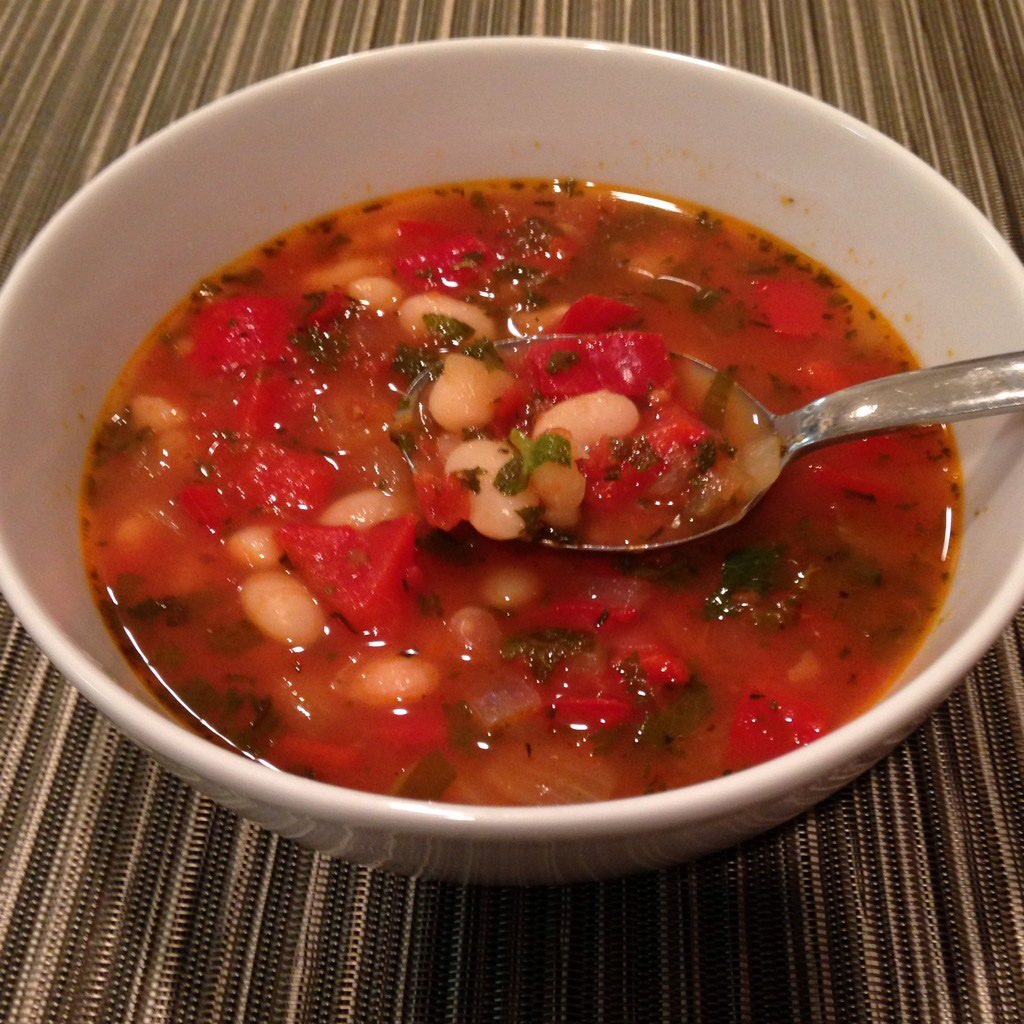

Боб-чорба — одна з традиційних перших страв в Болгарії. Основним інгредієнтом цього овочевого супу є квасоля. Зазвичай страву готують з білої квасолі, але можливі різні варіації з використанням цього продукту. Зокрема, можна брати консервовану квасолю або суміш різних її сортів (найкращою вважається родопська), а також готувати на воді (пісний варіант) та м'ясному бульйоні.
Традиційно до страви додаються різні прянощі, що надає їй неперевершеного аромату, м'яту для зменшення здуття та томати. Після приготування страву їдять зі шматочком хліба.
Страва також є невід'ємною частиною столу на Святвечір.

## Спосіб приготування
Квасолю потрібно залити на ніч та дати настоятися 6–8 годин. Далі її потрібно відварити, попередньо два-три рази доводячи до кипіння, щоразу зливати воду та долити нову. В той же час на пательні потрібно підсмажити цибулю та моркву з додаванням дрібно нарізаного перцю, селери, олії (інколи ще додають м'ясо). Потім ці овочі додають до квасолі і варять, поки вона не стане м'якою. Коли страва майже готова, в суп також досипають дрібно порізані помідори (або томатну пасту), паприку, сіль і проварюють ще кілька хвилин. До вже готового супу додають петрушку, м'яту, базилік та інші трави за смаком і дають йому настоятися.

## Використані джерела
1. https://web.archive.org/web/20160424022822/http://www.palitratour.com/ru/countries/bulgaria/
2. http://vkusnovsem.com/publ/pervye_bljuda/ovoshhnye_supy/bob_chorba/103-1-0-304 [Архівовано 10 серпня 2016 у Wayback Machine.]
3. http://racion.net/supy_i_bulony/zapravochnye_supy/1277-bolgarskiy-sup-s-fasolyu-i-myasom-bob-chorba.html [Архівовано 28 квітня 2016 у Wayback Machine.]